# Zcash

Logo di Zcash

Zcash è una criptovaluta orientata alla privacy, derivata dal codice base di Bitcoin, con la principale innovazione di aggiungere un registro crittografato utilizzando prove a conoscenza zero. È stata fondata da Zooko Wilcox-O'Hearn e offre privacy e trasparenza selettiva delle transazioni. I pagamenti Zcash sono pubblicati su una blockchain pubblica, ma il mittente, il ricevente e il valore della transazione possono rimanere privati.
Le transazioni possono essere trasparenti, simili alle transazioni bitcoin, oppure possono essere transazioni schermate che utilizzano un tipo di prova a conoscenza zero per fornire anonimato nelle transazioni. Le monete Zcash si trovano in un pool trasparente o in un pool schermato.
Il simbolo commerciale di Zcash, ZEC, non è un ISO 4217 ufficiale. Come Bitcoin, Zcash ha una fornitura fissa totale di 21 milioni di unità.
Gli utenti possono utilizzare portafogli Zcash come Zashi, che forniscono privacy per impostazione predefinita richiedendo che i fondi siano schermati prima di poter essere spesi. A luglio 2025, approssimativamente 20 milioni delle monete esistenti sono schermate.
Proprio come Bitcoin, Zcash è una moneta che necessita di mining in quanto utilizza il sistema Proof-of-Work (PoW) che prevede l'utilizzo di macchinari specializzati (ASICS) nell'estrazione di criptovalute. Tuttavia, a Novembre 2021 i fondatori del progetto hanno pubblicato una nuova roadmap che annuncia il passaggio dalla modalità PoW alla più recente Proof-of-Stake (Pos) che renderà Zcash eco-friendly in quanto non necessiterà più delle operazioni di mining.

## Uso
Zcash è utilizzata come criptovaluta orientata alla privacy che consente agli utenti di inviare transazioni schermate (private) o trasparenti (pubbliche). Le transazioni schermate utilizzano prove a conoscenza zero per mantenere confidenziali mittente, destinatario e importi delle transazioni. A luglio 2025, approssimativamente il 20% dell'offerta totale di monete ZEC è detenuto in indirizzi schermati.
Zashi, un portafoglio moderno sviluppato dalla Electric Coin Company, è attualmente considerato uno dei portafogli più facili da usare che offre privacy per impostazione predefinita. Obbliga la schermatura dei fondi prima della spesa e semplifica le transazioni schermate per gli utenti su tutte le piattaforme.
Zcash impiega un meccanismo di consenso Proof-of-Work simile a Bitcoin. Le ricompense per blocco sono divise tra minatori e il fondo di sviluppo Zcash: l'80% delle ricompense va ai minatori, mentre il 20% è allocato per sostenere lo sviluppo di Zcash. Un futuro aggiornamento proposto reindirizzerà due terzi del fondo di sviluppo ai detentori di monete ZEC, permettendo loro di votare su come i fondi vengono distribuiti—introducendo un meccanismo di governance più decentralizzato.

## Sforzi di scalabilità
Zcash si è evoluta attraverso tre principali pool schermati, ognuno più privato e scalabile del precedente.

### Sprout (2016): Il Prototipo
- Prima catena di privacy utilizzando zk-SNARKs.
- Richiedeva una "cerimonia di configurazione fidata", che coinvolse notoriamente Edward Snowden.
- Pesante: Necessitava di 3GB di RAM per transazione. Non adatto ai dispositivi mobili.
- Se la configurazione fosse stata compromessa, monete infinite avrebbero potuto essere coniate senza rilevamento.

Oggi: in fase di deprecazione. Portafogli come Zashi migrano automaticamente gli utenti lontano da esso verso l'opzione più privata e sicura.

### Sapling (2018): Usabilità Reale
- 100 volte più efficiente: finalmente utilizzabile sui telefoni.
- Introdusse chiavi di visualizzazione, indirizzi diversificati e supporto client leggero.
- Configurazione fidata ancora richiesta, ma questa volta con centinaia di partecipanti in una cerimonia a due fasi (Powers of Tau[9]). Più decentralizzata, ma ancora un'ancora di fiducia.

Sapling è ancora supportato, ma viene dismesso. La nuova UX indirizza gli utenti lontano da esso.

### Orchard (2022): Nessuna Fiducia Necessaria
- Costruito su Halo 2: un sistema ZK ricorsivo, privo di configurazione fidata.
- Nessuna cerimonia. Nessuna assunzione. Nessuna ancora di fiducia.
- Supporta batching, ZK rollup e sincronizzazione efficiente sui dispositivi mobili.

Orchard è lo standard nei portafogli Zcash moderni oggi.

## Aggiornamenti della rete
Il primo aggiornamento della rete Zcash è stato effettuato attraverso un hard fork al numero di blocco 347500, che si è verificato il 25 giugno 2018. È stata introdotta una nuova funzionalità che ha permesso agli utenti di configurare tempi di scadenza per le transazioni. Questo aggiornamento ha anche migliorato la verifica delle firme, contribuendo a migliorare la velocità delle transazioni.
Da allora, la rete Zcash ha subito diversi aggiornamenti significativi, inclusa l'implementazione del protocollo Sapling nel 2018 e successivamente il protocollo Orchard nel 2022. Nel 2025, la rete continua a evolversi con miglioramenti continui in privacy, scalabilità e usabilità, con portafogli moderni come Zashi che offrono privacy per impostazione predefinita e approssimativamente il 20% dell'offerta totale di ZEC mantenuto in indirizzi schermati.